# ساندرا إيدج
ساندرا إيدج (بالإنجليزية: Sandra Edge)‏ هي لاعبة كرة الشبكة نيوزيلندية، ولدت في 26 أغسطس 1962 في Te Puia Springs ‏ في نيوزيلندا.